# マッシモ・シガーラ
マッシモ・シガーラ（Massimo Sigala、1951年1月7日 - ）は、イタリアの元レーシングドライバー。同国のメッシーナ出身。シガラと表記される場合もある。

## 経歴
1976年にレースデビュー。イタリアのルノー・5カップに参戦。1978年にはシリーズチャンピオンを獲得した。その後もアルファロメオのワンメイク・レースで活躍する傍ら、スポーツカーレースにも80年代前半から参戦し始める。
ル・マン24時間レースにおいては、1983年に参戦を開始。マックス・コーエン・オリヴァーとオスカー・ララウリと組んだ。1984年からは、ブルン・モータースポーツより参戦。昨年組んだララウリとジョエル・グヒエと共に総合7位となった。以降もブルン・モーター・スポーツより毎年出場し、1988年には再び総合7位となっている。ル・マンには1995年まで参戦。合計7回の出場経験を持つ。
セブリング12時間レースにも4度の出場経験を持ち、このうち、1991年と1992年は総合3位を獲得した。

## レース戦績

### ル・マン24時間レース
| 年     | チーム                            | コ・ドライバー                                    | 使用車両          | 総合順位 |
| ------ | --------------------------------- | ------------------------------------------------- | ----------------- | -------- |
| 1983年 | スクーデリア シバマ モーター      | マックス・コーエン・オリヴァー オスカー・ララウリ | ランチア・LC1     | NC       |
| 1984年 | ブルン・モータースポーツ          | ジョエル・グヒエ オスカー・ララウリ               | ポルシェ・956     | 7位      |
| 1985年 | ブルン・モータースポーツ          | ガブリエル・タルキーニ オスカー・ララウリ         | ポルシェ・956     | DNF      |
| 1986年 | ブルン・モータースポーツ          | フランク・イェリンスキー ウォルター・ブルン       | ポルシェ・962C    | DNF      |
| 1988年 | レプソル ブルン・モータースポーツ | ヘスス・パレハ ウーヴェ・シェイファー             | ポルシェ・962C    | 7位      |
| 1990年 | ブルン・モータースポーツ          | ハラルド・ハイスマン ベルナール・サンタル         | ポルシェ・962C    | 10位     |
| 1995年 | ユーロモータースポーツ レーシング | ルネ・アルヌー ジェイ・コックラン                 | フェラーリ・333SP | DNF      |